# Bernaert van Orley

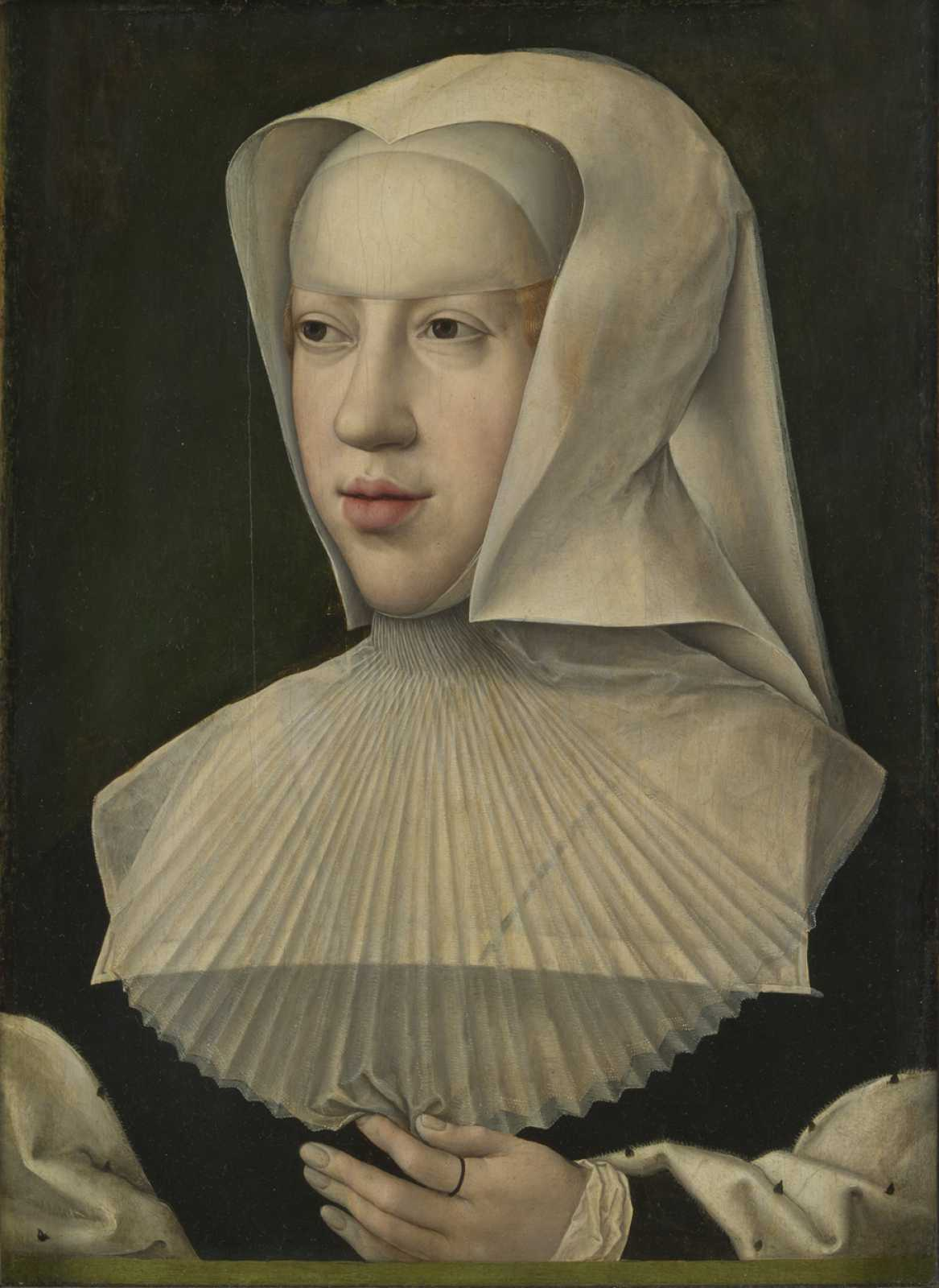
Retrato de Margarethe von Österreich
pintor:Bernaert van Orley

Bernaert van Orley (Bruxelas, entre 1487 e 1491 – 6 de janeiro de 1541 ou 1542) foi um artista plástico flamengo, autor de pinturas, tapeçarias e vitrais.
Bernard van Orley (entre 1487 e 1491 - 6 de janeiro de 1541), também chamado Barend ou Barent van Orley, Bernaert van Orley ou Barend van Brussel, foi um dos principais artistas da pintura renascentista holandesa e flamenga, embora ele tenha sido pelo menos tão ativo como um designer líder da tapeçaria de Bruxelas e, no final da vida, vitrais. Embora ele nunca tenha visitado a Itália, ele pertence ao grupo de pintores flamengos italianizantes chamados romanistas, que foram influenciados pela pintura renascentista italiana, em seu caso, especialmente por Raphael.
Era chamado por seus contemporâneos de "Raphael dos Países Baixos" por sua interpretação das ideias, formas e tendências do Renascimento italiano.
Nasceu e morreu em Bruxelas, e foi o artista da corte dos governantes de Habsburgo, e "serviu como uma espécie de comissário das artes para o município de Bruxelas". Ele era extremamente produtivo, concentrando-se no desenho de suas obras e deixando a sua execução real em grande parte para os outros no caso da pintura, e inteiramente no caso das tapeçarias e dos vitrais. Isso também pode ter sido aprendido com Raphael, cuja oficina em Roma foi grandiosa.
Consequentemente, suas muitas obras sobreviventes (um pouco esgotadas em número pela iconografia da Reforma) variam consideravelmente em qualidade. Existem muitos desenhos, principalmente estudos para projetos de tapeçarias e vitrais. Ele ou sua oficina teriam produzido desenhos animados em grande escala para as tapeçarias, mas estes eram normalmente perdidos no curso da tecelagem, quando foram cortados em tiras. Suas pinturas são geralmente temas religiosos ou retratos, estes principalmente de Habsburgos repetidos em várias versões pela oficina, com poucos assuntos mitológicos. Mas suas tapeçarias eram mais variadas, refletindo o alcance normal desse meio, desde os ciclos bíblicos até as alegorias, batalhas e cenas de caça.
Seu pai era designer de tapeçarias em Bruxelas, e vários dos descendentes de Bernard eram artistas; um número era ativo no século 18.